# لاي جين
لاي جين (بالصينية: 赖劲) (1 فبراير 1991 بغوانغدونغ في الصين - ) هو لاعب كرة قدم صيني في مركز الوسط. لعب مع نادي شنجن.

## وصلات خارجية
- لاي جين على موقع قاعدة بيانات كرة القدم.إي يو (الإنجليزية)